# 斯托伊娜·万格洛夫斯卡
斯托伊娜·万格洛夫斯卡（羅馬化：Stojna Vangelovska，1965年2月5日—），北马其顿女子篮球运动员。她曾代表南斯拉夫国家队参加1984年和1988年夏季奥林匹克运动会篮球比赛，其中1988年奥运会获得一枚银牌。